# Dvarapala

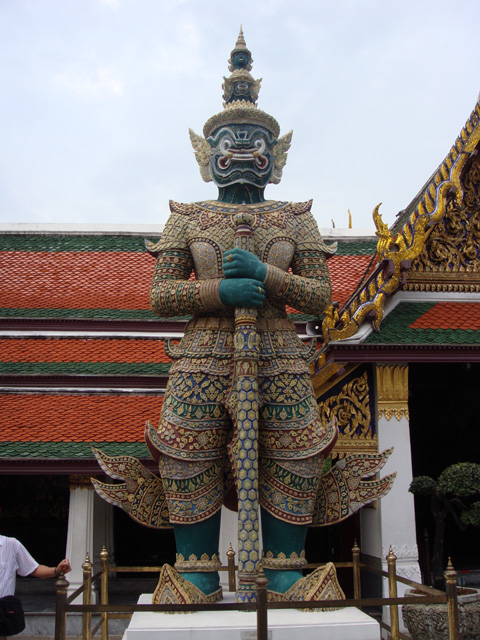
Een dvarapala bij de Wat Phra Kaew

Een Dvarapala (of dvarapala) is een beeld van een beschermgod dat als wachter bij poorten van boeddhistische en hindoeïstische tempels en kloosters staat.
Een dvarapala heeft een menselijke of demonische gedaante en is soms gewapend met een knots, een speer, of een drietand. De wachters worden meestal als tweetal geplaatst aan weerszijden van de entree. Er zijn echter ook plaatsen waar slechts één dvarapala aanwezig is, en meerdere paren (soms wel twaalf) zijn ook bekend.